# Себряков (хутор)
Себряков — хутор в Серафимовичском районе Волгоградской области, в составе Трясиновского сельского поселения

## География
Хутор находится в степной местности, примерно в 5-6 км от левого берега Медведицы, между хуторами Подорный и Чумаков. Высота центра населённого пункта около 75 метров над уровнем моря. В пойме Медведицы сохранились островки пойменного леса. Почвы — чернозёмы южные, в пойме Медведицы — пойменные нейтральные и слабокислые, почвообразующие породы — пески.
В относительной близости от хутора проходит автодорога, связывающая город Серафимович и станицу Арчединскую. По автомобильным дорогам расстояние до областного центра города Волгоград — 220 км, до районного центра города Серафимович — 35 км, до административного центра сельского поселения хутора Трясиновский — около 5 км.
Часовой пояс
Себряков, как и вся Волгоградская область, находится в часовой зоне МСК (московское время). Смещение применяемого времени относительно UTC составляет +3:00.

## История
Дата основания не установлена. Хутор относился к юрту станицы Скуришенской Усть-Медведицкого округа Области Войска Донского (до 1871 года — Земля Войска Донского). В 1859 году на хуторе Себряковском имелось 70 дворов, проживало 63 души мужского и 71 женского пола.
Население было преимущественно неграмотным. Согласно переписи населения 1897 года на хуторе проживало 98 мужчин и 105 женщины, больше половины населения было неграмотным: грамотных мужчин 48, женщин 16. Согласно алфавитному списку населённых мест Области Войска Донского 1915 года на хуторе имелось хуторское правление, церковно-приходское училище, земельный надел составлял 2042 десятины, всего в хуторе проживало 465 мужчины, 466 женщин.
В 1921 году включён в состав Царицынской губернии. С 1928 года хутор в составе Кумылженского района Хопёрского округа (упразднён в 1930 году), с 1932 года — в составе Усть-Медведицкого района (с 1934 года — Серафимовичский) Нижне-Волжского края (с 1934 года — Сталинградского края). С 1935 года — в составе Сулимовского района (в июле 1937 года переименован в Зимняцкий, в октябре того же года — во Фрунзенский) Сталинградского края (с 1936 года — Сталинградской области, с 1961 года — Волгоградской области). В 1963 году в связи с упразднением Фрунзенского района хутор Себряков включён в состав Серафимовичского района.

## Население
| 2010 |
| ---- |
| 2    |

Динамика численности населения по годам:
| 1859 | 1873 | 1897 | 1915 | 1987 |
| ---- | ---- | ---- | ---- | ---- |
| 134  | 415  | 203  | 931  | ≈70  |